# Belén Rodríguez
Belén Rodríguez (n. 20 septembrie 1984, Buenos Aires, Argentina) este un fotomodel italian de origine argentiniană.